# Delamain (cognac)
Pour les articles homonymes, voir Delamain.
Delamain est une des plus anciennes maisons de cognac. Son siège est situé 7 rue Jacques et Robert Delamain à Jarnac, en Charente. La société actuelle trouve ses origines dans la maison Ranson et Delamain, fondée en 1763 par James Delamain.

## Histoire

### La famille Delamain
En 1625, Nicholas Delamain, protestant français – huguenot – quitte de la France où sa foi est persécutée et s'exile en Angleterre, à Londres. Il est anobli en 1639 et nommé fermier-général d'Irlande. Son descendant James Delamain naît à Dublin en 1738. Il travaille d'abord aux côtés de son frère aîné Henry à la manufacture de faïence de Delft de la famille Delamain, la Dublin Delftware Pottery. En 1759, à 21 ans, il est envoyé en France. Il s'installe à Jarnac en 1759, et en 1763 fonde avec son beau-père Jean-Isaac Ranson la maison Ranson et Delamain. Ranson était alors une maison de négoce exportatrice dont la fondation remontait à la création de l'eau-de-vie charentaise,.
En 1824, les cousins Paul Roullet et Henri Delamain (petit-fils de James) fondent la Maison Roullet et Delamain – la maison Ranson et Delamain ayant été liquidée en 1817. Ils développent leurs exportations vers l'Angleterre et dans toute l'Europe du Nord. Henri Delamain se fait également connaître par ses recherches entomologistes. Son fils Philippe Delamain (1847-1902) lui succède à la tête de la société, et développe un intérêt pour l'archéologie de la Charente. Il fouille en particulier une nécropole mérovingienne à Biron, près de Pons, dont les découvertes sont aujourd'hui exposées au British Museum.
En 1920, au retour de la Première Guerre mondiale, les frères Jacques et Robert Delamain (fils de Philippe) deviennent seuls propriétaires de la maison, qui est rebaptisée Delamain et Cie. Robert Delamain se fait connaître par l'écriture d'une Histoire du cognac. Son frère Jacques Delamain est ornithologue amateur et écrit plusieurs ouvrages remarqués, dont Pourquoi les oiseaux chantent, 1929 – prix Montyon de l'Académie française. Tous deux sont publiés par leur cousin Maurice Delamain, propriétaire des Éditions Stock et de la Librairie Delamain, situé rue Saint-Honoré, à Paris, face à la Comédie-Française.
Éteinte en France, la famille Delamain subsiste à l'époque contemporaine au Brésil, avec les descendants de Louis Gabriel Henry Delamain, ancien maire de Jarnac et frère de Philippe Delamain, décédé à Sao Paulo en 1918.
En 2017, la société Delamain compte, quant à elle, moins de vingt salariés, et exporte vers plus de soixante-dix pays. La Société Jacques Bollinger, propriétaire des champagnes Bollinger, actionnaire minoritaire depuis 1992, devient majoritaire. En 2019, Delamain achète une vingtaine d’hectares de vignes à Bellevigne, au cœur de la Grande Champagne. En juillet 2021, Delamain est élu membre du Comité Colbert, une association portant « la voix du luxe français » et rassemblant alors 90 maisons de luxe. En annonçant l'élection de Delamain, le Comité Colbert cite « l’histoire, le culte de la tradition, celui de la transmission et cette capacité à donner le temps nécessaire à la confection d’un produit d’excellence ».

### Bâtiments et chais

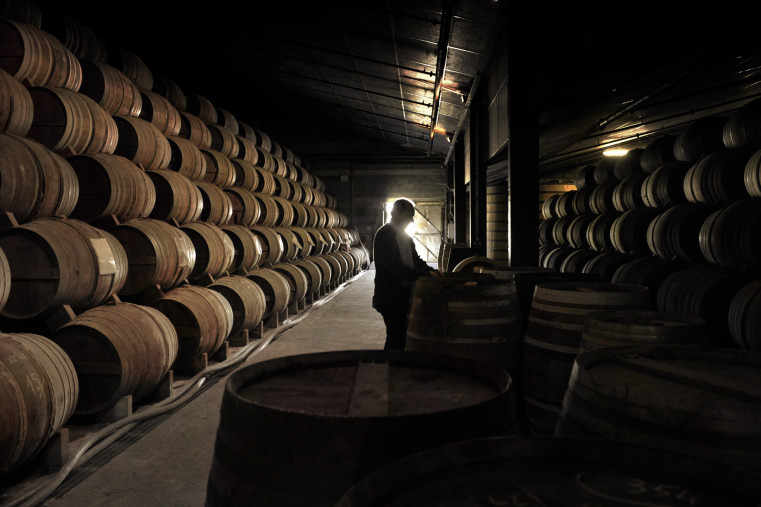
Cognac vieillissant en chai.

Les chais de Delamain sont situés en bord de Charente, à côté de l'église romane Saint-Pierre de Jarnac. Ils datent du XVIIIe et XIXe siècles, et sont partie construits sur une crypte voûtée du XIIIe siècle, à l'emplacement du premier temple protestant et de la première mairie de ville. Les bureaux sont aménagés dans une maison particulière qui date de 1741 – inscrit comme monument historique. Ils sont agrandis en 2023 et un parcours de visite est aménagé – reconnu Best Of Wine Tourism.

## Les cognacs Delamain

La Grande Champagne, premier cru du cognac.

La Maison Delamain est spécialisée dans les assemblages de très vieux cognacs exclusivement issus de la Grande Champagne, premier cru du cognac – zone d’appellation contrôlée. Les eaux-de-vie distillées sont placés dans d'ancien fûts de chêne de 350 litres. Elles sont conservées pures, sans sucre, ni caramel, ni additif. Tous les cognac Delamain sont certifiés XO, c'est-à-dire extra-old, avec un vieillissement d'au moins 10 ans.
La marque XO Pale & Dry est créé par Delamain en 1920. C'est le plus clair du marché – d'où le qualificatif de Pale – et son nez est subtil, sa bouche moelleuse mais jamais doucereuse, d’où le qualificatif Dry (sec). Delamain commercialise également des cognacs millésimés sous le nom de la marque La Pléiade, en hommage aux activités littéraires de la famille,.
Le logo est inspiré des armoiries de la famille, qui se blasonnent d'or (jaune) aux trois croix de gueules (rouges). En représentation monochrome, l'or est traditionnellement symbolisé par des points, et le rouge par des hachures verticales. L'écu est sommé d'une aigle éployée, et la marque a pu communiquer sous le nom du « cognac de l'aigle ». La couleur bleue des coffrets fait référence aux faïences de la manufacture de porcelaine de Delft que possédait la famille Delamain à Dublin.